# 上海大場空港
上海大場空港（シャンハイ-だいじょう-くうこう）は中華人民共和国上海市宝山区大場鎮の東に位置する中国人民解放軍が管理する軍用飛行場。

## 概要
上海大場空港の周囲には長さ11000mの護場河がある。日中戦争の最中に1938年に上海へ進撃した日本軍が土地を収用して当地に飛行場が開設された。
終戦後、中華民国国民党軍が接収し管理していたが、中華人民共和国成立後は中国人民解放軍が管理になり1953年3月から海軍航空隊が管理している、なお滑走路は1949年以前の滑走路は2012mであったが、現在は2900mまで拡張されている。なお当空港は軍事専用空港であるため、公共航空路線はないが、航空機メーカーのバンガーなどはあるとみられている。
なお、中国がボーイング707をコピーして開発したジェット旅客機であるY-10の2号機は、現在この空港に放置されている。